# Alcelaphus buselaphus major
L'alcelafo occidentale (Alcelaphus buselaphus major Blyth, 1869), noto anche come kanki, è una sottospecie di alcelafo originaria dell'Africa occidentale.

## Tassonomia
Sotto l'attuale dicitura A. b. major vengono attualmente raggruppati alcelafi che in passato erano suddivisi in ben tre sottospecie diverse: A. b. invadens (Nigeria nord-orientale e Camerun settentrionale), A. b. major (Senegal e Guinea) e A. b. matschiei (dalla Costa d'Avorio alla Nigeria centrale). Tra queste, A. b. major gode della priorità tassonomica.

## Descrizione
L'alcelafo occidentale è uno degli alcelafi di maggiori dimensioni e presenta peduncoli frontali alti. Gli esemplari adulti misurano 122-137 cm di altezza al garrese e pesano circa 145 kg. La colorazione generale è di un bruno-sabbia uniforme, con la parte anteriore delle zampe più scura e una caratteristica linea bianca tra gli occhi. Le corna (presenti in entrambi i sessi) sono spesse, imponenti e a forma di «U» se viste di fronte. Si sviluppano leggermente all'esterno e all'indietro, per poi dirigersi verso l'alto e in avanti e, nuovamente, piegarsi all'indietro ad angolo retto.

## Distribuzione e habitat
L'areale dell'alcelafo occidentale si estendeva in passato dal Senegal, verso est, fino alla Repubblica Centrafricana occidentale e al Ciad sud-occidentale, ma in questi due ultimi Paesi la sua presenza è sempre stata marginale. Al giorno d'oggi è scomparso da gran parte della regione e si incontra solamente in Burkina Faso, Camerun settentrionale, Repubblica Centrafricana, Ghana settentrionale, Costa d'Avorio settentrionale, Nigeria settentrionale e Senegal orientale, all'interno delle aree protette e nelle zone circostanti; in Gambia manca da moltissimo tempo (anche se ogni tanto vi giunge qualche esemplare proveniente dal Senegal). Il numero totale di esemplari si aggira sulle 36.000 unità. Vive nelle praterie in cui crescono erbe medio-alte.

## Biologia
L'alcelafo occidentale è attivo prevalentemente durante il giorno. Dalla dieta essenzialmente erbivora, pascola durante le ore più fresche della mattina e del pomeriggio, riposando all'ombra nelle ore più calde della giornata. Le femmine formano branchi di 5-12 esemplari, mentre i maschi generalmente sono solitari. Mentre la mandria è al pascolo, un membro del gruppo rimane sempre di vedetta, per individuare possibili predatori. Se minacciati, gli alcelafi fuggono via in fila indiana, raggiungendo velocità anche di 80 km/h, caratteristica che ne fa una delle antilopi più veloci. In genere i branchi sono sedentari e si spostano solo per trovare l'acqua. Nelle stagioni particolarmente aride, o durante i periodi di siccità, i branchi di femmine migrano altrove, alla ricerca di acqua o pascoli migliori.
L'alcelafo occidentale in genere non è aggressivo, ma può battersi ferocemente per difendere il proprio piccolo o il territorio. Ciascun maschio occupa in media un'area di 31 ha (0,31 km²), per un periodo di quattro o cinque anni, e la difende dalle intrusioni di altri maschi. I maschi possono sopravvivere mesi interi senza bere per non allontanarsi dal proprio territorio. Infatti, se un maschio abbandonasse la propria area per andare in cerca di acqua, un altro maschio potrebbe usurparne il territorio.